# Starigrad (Senj)
Starigrad ist ein Dorf in Kroatien, das seit 1994 zu der Stadt Senj gehört. Es liegt in der Gespanschaft Lika-Senj.

## Lage
Starigrad liegt an einer kleinen Bucht des Velebitkanals, am Westrand des Velebitgebirges, 26 km südlich von Senj.
Gegenüber liegt die Insel Rab und in der Nähe befindet sich die Insel Goli Otok, auf der die jugoslawische Regierung zwischen 1949 und 1989 Kriminelle, aber auch Regimegegner festhielt.
Das Dorf besteht aus zwei Teilen. Der alte Dorfteil liegt unmittelbar am Meer und ist schwer zu erreichen, da nur eine enge Straße steil zum Dorf hinunterführt. Der obere Teil liegt auf dem Hügel entlang der Verkehrsstraße Magistrala.

## Geschichte
Wann Starigrad gegründet wurde, ist unbekannt. Es finden sich Ruinen römischer Bauten.
Starigrad war ein Wohnort von Fischern, aber viele Bewohner waren Seeräuber, die von den Raubzügen auf venezianischen Schiffen lebten.
Im oberen Dorfteil lebten vorwiegend Hirten und Bauern.
Im 16. Jahrhundert wurden von Starigrad aus Angriffe auf osmanische Schiffe geführt, die damals Senj belagerten.
1772 wurde die Kirche Sv. Jakov (Hl. Jakob) erbaut.

## Sehenswürdigkeit
Die Burgruine auf einem Hügel nordwestlich des unteren Dorfs bietet einen herrlichen Weitblick.
Etwas unterhalb liegt die Ruine der Kirche Sveta Jelena.
Die alte Steinkirche des Sv. Jakovs aus dem Jahr 1772 ist noch gut erhalten.